# John Page (Eiskunstläufer)
John „Jack“ Ferguson Page (* 27. März 1900 in Brooklands, Manchester; † 14. Februar 1947 ebenda) war ein britischer Eiskunstläufer, der im Einzellauf und Paarlauf startete.
Page nahm an den Olympischen Spielen 1924 und 1928 sowohl als Einzelläufer wie auch als Paarläufer zusammen mit Ethel Muckelt teil. Im Paarlauf wurde er dort Vierter und Siebter, als Einzelläufer Fünfter und Neunter. Bei der Weltmeisterschaft 1924 wurde er mit Muckelt Vize-Weltmeister hinter den Österreichern Helene Engelmann und Alfred Berger. Im Einzel verpasste er bei dieser Weltmeisterschaft das Podium als Vierter nur knapp. Bei der Weltmeisterschaft 1926 in Berlin gewann Page mit Bronze hinter den Österreichern Willy Böckl und Otto Preissecker seine einzige Einzelmedaille. Bei insgesamt fünf Einzelauftritten bei Weltmeisterschaften platzierte er sich nie schlechter als Fünfter, drei Mal wurde er Vierter. Mit elf Siegen bei den britischen Meisterschaften hält er bis heute den nationalen Rekord.

## Ergebnisse

### Einzellauf
| Wettbewerb / Jahr         | 1922 | 1923 | 1924 | 1925 | 1926 | 1927 | 1928 | 1929 | 1930 | 1931 | 1932 | 1933 |
| ------------------------- | ---- | ---- | ---- | ---- | ---- | ---- | ---- | ---- | ---- | ---- | ---- | ---- |
| Olympische Winterspiele   |      |      | 5.   |      |      |      | 9.   |      |      |      |      |      |
| Weltmeisterschaften       |      |      | 4.   |      | 3.   | 5.   | 4.   | 4.   |      |      |      |      |
| Europameisterschaften     |      |      | 5.   |      | 4.   |      |      |      |      |      |      |      |
| Britische Meisterschaften | 1.   | 1.   | 1.   | 1.   | 1.   | 1.   | 1.   | 1.   | 1.   | 1.   |      | 1.   |

### Paarlauf
(mit Ethel Muckelt)
| Wettbewerb / Jahr       | 1924 | 1926 | 1928 |
| ----------------------- | ---- | ---- | ---- |
| Olympische Winterspiele | 4.   |      | 7.   |
| Weltmeisterschaften     | 2.   | 6.   | 4.   |